# 萨克森广场
萨克森广场（Sachsenplatz）是奥地利首都维也纳的一个广场，位于布里吉特瑙区（第20区）。
其命名可以追溯到1866年，在普奥战争中，萨克森王国与奥地利帝国一起对抗普鲁士。在克尼格雷茨战役战败后，萨克森军队撤退到今天的布里吉特瑙区。为感谢萨克森与奥地利的友谊，此处于1877年命名为萨克森广场。当时这里还属于利奥波德城（第2区），到1900年才分出布里吉特瑙区。
广场南侧为华伦斯坦大街（Wallensteinstraße），北侧为 Waldmüllergasse，广场中央是萨克森公园。周围门牌按顺时针排列，从西南开始，萨克森广场1号即华伦斯坦大街59号，结束于广场南侧的17号。